# Rouletabille
Rouletabille ist eine Krimi-Reihe des französischen Journalisten und Schriftstellers Gaston Leroux.

## Übersicht der Bücher
1. Das Geheimnis des gelben Zimmers
  - Das Berliner Tageblatt veröffentlichte vom 5. Juli 1908 bis 20. September 1908 als Fortsetzungsroman in fünfzig Fortsetzungen. (Online verfügbar unter: www.zefys.staatsbibliothek-berlin.de)
  - 1911 Kröschners Bücherschatz, Verlag: Hilger, Berlin, Leipzig, Ü: M. Douhin-Hirschberg
  - 1914  Kronen-Verlag
  - 1925 „Das Geheimnis des Gelben Zimmers“, als Fortsetzungsroman in: Illustrierte Kronen-Zeitung, Wien, 11. Januar 1925 – 18. März 1925 (S. 14 & 15), Ü: ???.[1]
  - 1978 im Verlag Das neue Berlin
  - 1991 Diogenes-Verlag, Zürich, ISBN 3-257-20924-X, ISBN 978-3-257-20924-2
  - 2006, Area-Verlag als „Das geheimnisvolle Zimmer“, Ü: nicht angegeben, ISBN 3-89996-831-X, ISBN 978-3-89996-831-6
  - 2009, Verlag Matthes & Seitz, Ü: Nikolaus e Palézieux, ISBN 3-88221-630-1, ISBN 978-3-88221-630-1
  - 2018 Null Papier Verlag, ISBN 978-3-96281-500-4
2. Das Parfum der Dame in schwarz
  - 1925  veröffentlichte die österreichische „Illustrierte Kronen-Zeitung“ den Roman als Fortsetzungsroman in siebenundfünfzig Teilen, gleich im Anschluss an „Das Geheimnis des Gelben Zimmers“ 19. März 1925 – 15. Mai 1925.[1]
  - 1928, Verlag: Th. Knaur Nachf., Berlin, Ü: Anne-Marie Nauheimer
  - 2018 Null Papier Verlag, ISBN 3-96281-499-X, ISBN 978-3-96281-499-1
3. Nataschas Geheimnis
  - als Fortsetzungsroman in der Zeitung „Österreichische Morgenzeitung und Handelsblatt“ in  77 Teilen vom 28. September 1913 bis 12. März 1914.[1]
  - 1914, Kronen-Verlag, Berlin.
4. Das schwarze Schloß, 1982, Heyne-Verlag, U: Rudolf Kimmig, ISBN 3-453-10595-8
5. Die dunklen Nächte des Rouletabille, 1983, Heyne-Verlag, Ü: Rudolf Kimmig, ISBN 3-453-10631-8
6. Die Hölle an der Ruhr – Rouletabille bei Krupp, September 2010, Conte-Verlag, U: Saskia Biebert, ISBN 978-3-941657-21-2
7. Le Crime of Rouletabille / The Slave Bangle, 1921 / 1923
8. Rouletabille chez les Bohemiens, 1922 / The Sleuth Hound

Es gibt mehrere Comic-Reihen zu „Rouletabille“:
- Rouletabille (32 Ausgaben, Éditions Aventures & Voyages / Mon Journal, 1965 – 67).   In den ersten Ausgaben wird die Originalgeschichte übernommen. Schließlich wird Rouletabille in die 1960er Jahre transferiert. Mit der Ausgabe 12 werden die Hefte mit ihrer Schwesterzeitschrift “Rocambole” vereinigt: “Rocambole und Rouletabille”. Die beiden treffen allerdings nicht aufeinander.

- Rouletabille, Autor: Claude Moliterni, Zeichnungen von Eugenio Sicomoro, die ersten drei  Hefte wurden bei Dargaud veröffentlicht:
  1. Le Crâne de Cristal (1985)
  2. La Momie Écarlate (1987)
  3. Le Singe d'Or (1989)
  4. Sida Connection (Bagheera, 1993)

- Rouletabille, Texte: André-Paul Duchateau, Zeichnungen: Bernard C. Swysen, veröffentlicht bei Claude Lefrancq:
  1. Le Fantôme de l'Opéra (Rouletabille trifft Das Phantom der Oper) (1989)
  2. Le Mystère de la Chambre Jaune (1990)
  3. Le Parfum de la Dame en Noir (1991)
  4. La Poupée Sanglante (1992)
  5. La Machine à Assassiner (1993)
  6. L'Épouse du Soleil (1994)
  7. Le Trésor du Fantôme de l'Opéra (1996)

- Jean-Charles Gaudin nach Gaston Leroux: La mystère de la chambre jeune, Soleil Productions, ISBN 978-2-302-06850-6

## Handlung
Der junge Reporter Joseph Joséphin, genannt Joseph Rouletabille, löst während seiner Nachforschungen schwierige Kriminalfälle.

## Hintergrund
André-Paul Duchâteau bearbeitete mehrere Joseph-Rouletabille-Geschichten des französischen Schriftstellers Gaston Leroux für eine Comicveröffentlichung. Die Zeichnungen stammten von Bernard Swysen. Die Serie erschien direkt bei Lefrancq in Albenform. Nach der teilweisen Wiederveröffentlichung entstand eine Gesamtausgabe.

## Albenausgaben
- 1989: Le fantôme de l’opéra[5] (46 Seiten)
- 1990: Le mystère de la chambre jaune (46 Seiten)
- 1991: Le parfum de la dame en noir (46 Seiten)
- 1992: La poupée sanglante (46 Seiten)
- 1993: La machine à assassiner (46 Seiten)
- 1996: L’épouse du soleil (46 Seiten)
- 1996: Le trésor du fantôme de l’opéra (46 Seiten)
- 1997: La double vie de Theophraste Longuet (46 Seiten)